# Trogon aurantius
Trogon aurantius, "nordlig surucuatrogon", är en fågel i familjen trogoner inom ordningen trogonfåglar. Den betraktas oftast som underart till surucuatrogon (Trogon surrucura), men urskiljs sedan 2014 som egen art av Birdlife International, IUCN och Handbook of Birds of the World. Den kategoriseras av IUCN som livskraftig.
Fågeln förekommer i östcentrala och sydöstra Brasilien från Bahia söderut till östra Minas Gerais och norra São Paulo.